# گاری چیویچیان
گاری چیویچیان (انگلیسی: Gary Chivichyan؛ زادهٔ ۱۷ ژوئیهٔ ۱۹۹۶ در) بازیکن بسکتبال در پست ارمنی‌تبار اهل ایالات متحده آمریکا است.